# صموئيل برتغال
صموئيل برتغال (بالبرتغالية: Samuel Portugal‏) هو لاعب كرة قدم برازيلي في مركز حراسة المرمى، ولد في 29 مارس 1994 في تيكسيرا دي فريتاس في البرازيل. لعب مع نادي جوينفيل ونادي كوريتيبا.